# Fang Guan
Fang Guan (chinês: 房琯, pinyin: Fáng Guǎn; Wade–Giles: Fang Kuan; 697 – 15 de setembro de 763)), Nome de cortesia Cilü (次律), formalmente o Duque de Qinghe (清河公), foi um político chinês durante a dinastia Tang, atuando como um chanceler durante os reinados do Imperador Xuanzong e Imperador Suzong.

## Início de vida
Fang Guan nasceu em 697, durante o primeiro reinado do Imperador Ruizong. Sua família era da capital oriental da dinastia Tang, Luoyang. Seu pai, Fang Rong, serviu como chanceler durante o reinado subsequente da mãe do Imperador Ruizong, Wu Zetian, mas foi exilado e morreu no exílio em 705, quando Wu Zetian foi derrubada em um golpe. Diz-se que Fang Guan era estudioso e dedicado em sua juventude, e ele pôde frequentar a universidade imperial devido à posição de seu pai. No entanto, ele preferia a vida de eremita, e ele e um certo Lü Xiang (呂向) se tornaram eremitas no Monte Luhun (陸渾山, perto de Luoyang) e estudaram juntos por mais de uma década.

## Durante o reinado do Imperador Xuanzong
Em 725, durante o reinado do filho do Imperador Ruizong, Imperador Xuanzong, este último estava prestes a oferecer sacrifícios ao céu e à terra no Monte Tai. Fang Guan redigiu um texto proposto para acompanhar seus sacrifícios e submeteu o texto ao chanceler Zhang Shuo. Zhang ficou impressionado e o recomendou para ser Mishu Lang (秘書郎), um escriba na Biblioteca do Palácio. Mais tarde, ele serviu como xerife do Condado de Fengyi (馮翊, na atual Weinan, Shaanxi).
Posteriormente, deixou o cargo, mas foi selecionado em um exame imperial subsequente para preencher cargos de magistrado de condado e foi nomeado magistrado do Condado de Lushi (盧氏, na atual Sanmenxia, Henan). Dizia-se que as pessoas do condado elogiavam seu governo. Em 734, ele foi nomeado Jiancha Yushi (監察御史), um censor imperial, mas no mesmo ano foi acusado de má administração de casos e rebaixado para ser o oficial de censo no Prefeitura de Mu (睦州, na atual Hangzhou, Zhejiang). Mais tarde, ele serviu sucessivamente como magistrado dos condados de Cixi (慈溪, na atual Ningbo, Zhejiang), Songcheng (宋城, na atual Shangqiu, Henan), e Jiyuan, e dizia-se que governava com benevolência e razão.
Em 742, Fang foi nomeado Zhuke Yuanwailang (主客員外郎), um oficial de baixo escalão no ministério dos ritos (禮部, Libu), e em 744 foi promovido ao cargo mais elevado de Zhuke Langzhong (主客郎中). Em 746, foi nomeado Jishizhong (給事中), um assistente imperial, e recebeu o título de Barão de Zhangnan. Naquela época, o Imperador Xuanzong estava expandindo o Palácio Huaqing (華清宮), conhecido por suas fontes termais, e colocou Fang encarregado de construir habitações para os funcionários próximas ao Palácio Huaqing.
No entanto, em 747, devido à sua associação com os funcionários desgraçados Li Shizhi e Wei Jian (韋堅), ele foi rebaixado para ser o governador do Comando de Yichun (宜春, aproximadamente a atual Yichun, Jiangxi). Mais tarde, ele serviu sucessivamente como governador dos Comandos de Langye (琅邪, aproximadamente a atual Linyi, Shandong), Ye, e Fufeng (扶風, aproximadamente a atual Baoji, Shaanxi), e era conhecido por governar com benevolência. Em 755, foi chamado de volta à capital Chang'an para servir como membro da equipe do príncipe herdeiro do Imperador Xuanzong, Li Heng, e posteriormente nomeado vice-ministro da justiça (憲部侍郎, Xianbu Shilang).
Mais tarde, em 755, o governador militar (jiedushi) An Lushan se rebelou, e até o verão de 756, as forças de seu estado recém-estabelecido de Yan estavam se aproximando de Chang'an. O Imperador Xuanzong fugiu em pânico em direção ao Comando de Shu (蜀郡, aproximadamente a atual Chengdu, Sichuan), deixando a maioria dos funcionários para trás. Muitos funcionários que sentiram que o Imperador Xuanzong os negligenciou para promoções se renderam a An, mas Fang, mesmo sendo em grande parte ignorado, convidou os filhos de Zhang Shuo, Zhang Jun (張均) e Zhang Ji (張垍), juntamente com Wei Shu (韋述), para tentar alcançar o Imperador Xuanzong.
Uma vez que a jornada começou, no entanto, os Zhangs mudaram de ideia e voltaram para Chang'an (e eventualmente se submeteram a An), enquanto Fang continuou. Ele conseguiu alcançar o Imperador Xuanzong no Comando de Pu'an (普安, aproximadamente a atual Guangyuan, Sichuan). O Imperador Xuanzong ficou satisfeito e o nomeou vice-ministro de assuntos civis (文部侍郎, Wenbu Shilang) e lhe deu a designação Tong Zhongshu Menxia Pingzhangshi (同中書門下平章事), tornando-o um chanceler de facto. Posteriormente, por recomendação de Fang, o Imperador Xuanzong também nomeou Cui Huan como chanceler.

## Durante o reinado do Imperador Suzong
Enquanto isso, Li Heng, que não seguiu o Imperador Xuanzong, se declarou imperador em Lingwu, e quando a notícia chegou ao Imperador Xuanzong, este reconheceu o Imperador Suzong como imperador e assumiu o título de Taishang Huang (imperador aposentado) para si mesmo. Ele enviou Fang e os colegas chanceleres Wei Jiansu e Cui Huan para Lingwu para oficialmente investir o Imperador Suzong como imperador e deu-lhes o selo imperial e o édito passando oficialmente o trono.
Eles encontraram o Imperador Suzong, que estava então lançando um contra-ataque, em Shunhua (順化, na atual Qingyang, Gansu), e ofereceram o selo e o édito ao Imperador Suzong. O Imperador Suzong recusou, afirmando que com o império ainda em turbulência, não era um momento apropriado para ele assumir oficialmente o trono, em vez disso colocando o selo e o édito de lado e prestando-lhes respeitos diários, pois representavam o Imperador Xuanzong.
O Imperador Suzong ficou impressionado com o fervor de Fang pela restauração da autoridade Tang e lhe deu a maior responsabilidade, seguindo as recomendações de Fang em não executar os generais Wang Sili (王思禮) e Lü Chongbi (呂崇賁), que faziam parte do exército Tang derrotado na Tong Pass antes da abordagem de An Lushan a Chang'an. No entanto, dizia-se que Fang favorecia os faladores e inseria seus gostos e desgostos nas decisões de pessoal.
Isso chamou a atenção do Imperador Suzong quando este havia decretado que o oficial Helan Jinming (賀蘭進明) deveria ser nomeado governador do Comando de Nanhai (南海, aproximadamente a atual Guangzhou, Guangdong) e governador militar do Circuito de Lingnan (com sede em Guangzhou), e receber um título honorário como censor imperial-chefe, mas Fang anunciou que Helan receberia o título honorário como censor imperial-chefe interino. Quando Helan trouxe isso à atenção do Imperador Suzong e sugeriu ainda que um decreto que o Imperador Xuanzong havia emitido antes de saber que o Imperador Suzong havia assumido o título imperial — comissionando o Imperador Suzong e vários de seus irmãos com comandos militares independentes uns dos outros — era destinado a permitir que qualquer dos filhos do Imperador Xuanzong tivesse sucesso e agradecesse pela comissão. O Imperador Suzong começou, assim, a se distanciar de Fang. Fang, percebendo isso, solicitou ser comissionado para liderar um exército para recapturar Chang'an, esperando reconquistar o favor imperial com sucesso no campo de batalha.
O Imperador Suzong concordou e ainda permitiu que ele selecionasse seus próprios membros da equipe. Fang selecionou amigos como Wang Sili, Deng Jingshan (鄧景山), Li Ji (李揖) e Liu Zhi para servir em sua equipe, confiando as estratégias a Li Ji e Liu — apesar do fato de que nenhum deles era versado em assuntos militares, chegando ao ponto de afirmar: "Embora os rebeldes tenham muitos homens fortes, nenhum pode rivalizar com meu Liu Zhi". Ele dividiu seu exército em três grupos e se aproximou de Chang'an, e uma vez que ele estava envolvido com as forças de Yan lá, ele usou uma tática antiga do período da Primavera e Outono — colocando carroças puxadas por bois no centro e cavalaria e infantaria nas laterais. As forças de Yan responderam batendo seus tambores, aterrorizando o gado e depois incendiando as carroças. Isso causou pânico geral tanto no gado quanto nos soldados Tang, resultando em mais de 40.000 baixas. Fang liderou um contra-ataque, que também foi derrotado. No entanto, sob a insistência do conselheiro de confiança do Imperador Suzong, Li Mi, Fang não foi punido.
Apesar da derrota, Fang passava a maior parte do dia discutindo filosofias budista e taoísta com Liu e Li Ji, muitas vezes alegando doença para não precisar lidar com os assuntos do estado. Ele também favorecia o músico Dong Tinglan (董庭蘭), e Dong, posteriormente, frequentemente recebia subornos para influenciar Fang em nome dos subornadores. Ele também tentou reduzir a punição de um de seus amigos, Li Heji (李何忌), por falta de piedade filial. Enquanto isso, ele também desrespeitou o colega chanceler Cui Yuan, despertando o ressentimento de Cui Yuan também.
Quando uma acusação foi feita contra Dong, ele tentou defendê-lo, causando desagrado ao Imperador Suzong, que o ordenou a sair do palácio. Ele então retornou à sua própria mansão e não se atreveu a decidir sobre assuntos importantes. No verão de 757, o Imperador Suzong o removeu de sua posição de chanceler e o substituiu por Zhang Gao, tornando Fang conselheiro do príncipe herdeiro em vez disso.
No inverno de 757, após as forças Tang recapturarem Chang'an, ele retornou a Chang'an com o Imperador Suzong e recebeu o título honorífico de Jinzi Guanglu Daifu (金紫光祿大夫) e foi criado o Duque de Qinghe. Enquanto isso, sem ter nenhuma autoridade real, seus associados estavam criando um sentimento público de que ele deveria ser restaurado ao poder devido às suas habilidades. O Imperador Suzong, descontente, emitiu um édito com palavras severas repreendendo Fang e o enviando para fora de Chang'an para servir como prefeito do Prefeitura de Bin (邠州, aproximadamente a atual Xianyang, Shaanxi).
Dizia-se que, na época, após todas as ações militares, a Prefeitura de Bin estava em estado de confusão e deterioração. Assim que Fang chegou lá, fez o que pôde para confortar o povo, reparar os edifícios e colocar os funcionários em seus devidos lugares. Em 759, o Imperador Suzong emitiu um édito elogiando-o e convocando-o para servir na equipe do novo príncipe herdeiro Li Yu. Em 760, ele foi nomeado ministro dos ritos (禮部尚書, Libu Shangshu), mas logo foi enviado para fora da capital para servir como prefeito da Prefeitura de Jin (晉州, na atual Linfen, Shanxi) e depois como prefeito da Prefeitura de Han (漢州, na atual Deyang, Sichuan). Enquanto estava na Prefeitura de Han, ele pagou um grande dote ao oficial Li Rui (李銳) para que Li Rui desse sua sobrinha Lady Lu para ser a esposa do filho mais velho de Fang, Fang Cheng (房乘), que era cego de nascença nos dois olhos. Esse uso de dote gerou severas críticas contra Fang Guan.

## Durante o reinado do Imperador Daizong
Em 762, o Imperador Suzong faleceu, e Li Yu tornou-se imperador (como Imperador Daizong). No verão de 763, ele convocou Fang Guan para servir como ministro da justiça (刑部尚書, Xingbu Shangshu). Enquanto Fang estava a caminho de volta para Chang'an, porém, ele adoeceu. Ele faleceu no outono de 763, ainda a caminho, em Prefeitura de Lang (閬州, na moderna Nanchong, Sichuan). Ele recebeu honras póstumas, mas os registros históricos não registraram um nome póstumo.

## Identidade cristã

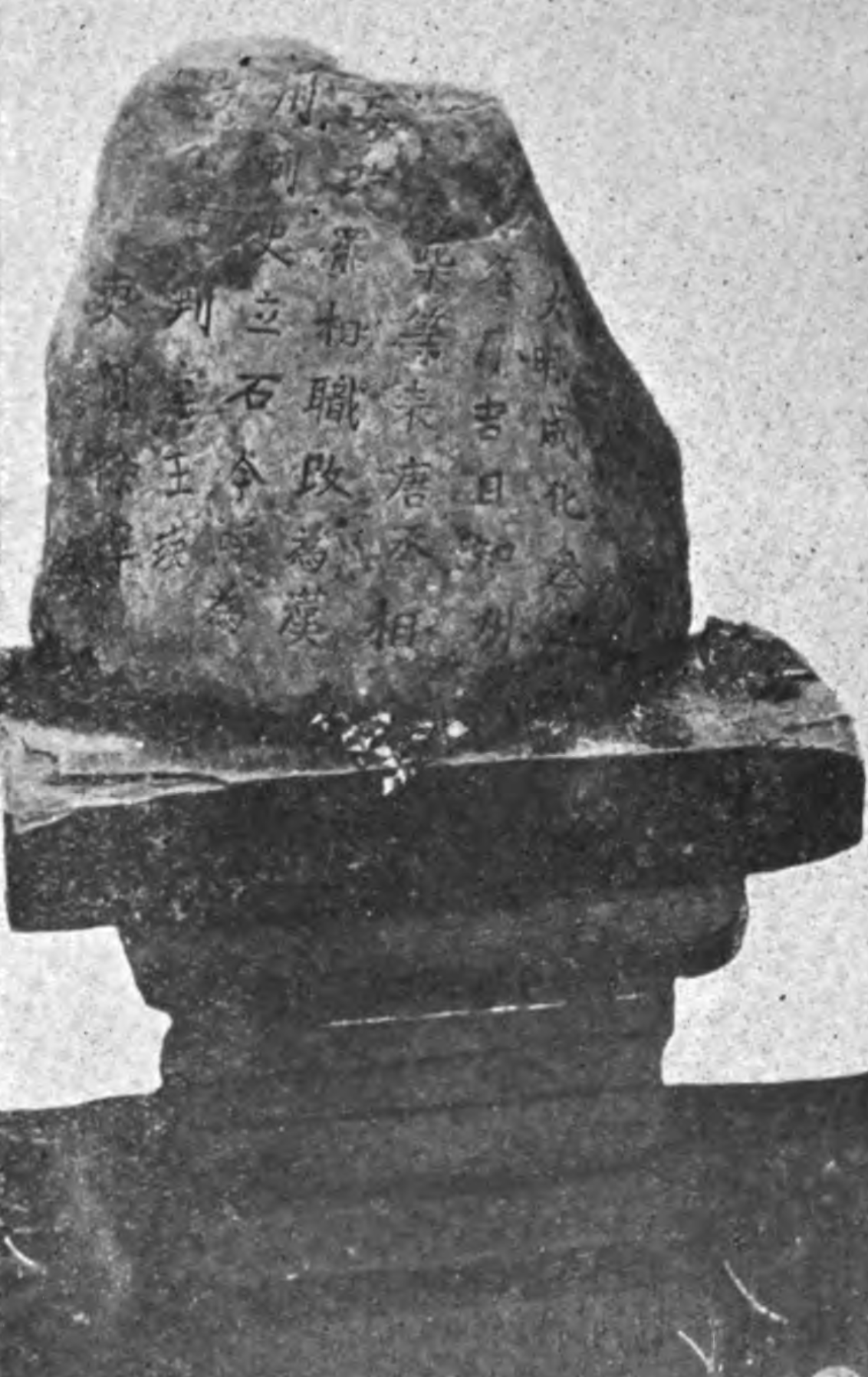
Pedra do Duque Fang em Guanghan

De acordo com uma tradição local em Guanghan (Hanchow, lit.  "Prefeitura de Han"), Fang Guan era um cristão sírio oriental. A tradição afirma que ele adorava apenas o Deus Único. Em sua adoração diária, Fang costumava ajoelhar-se sobre uma pedra que mais tarde ficou conhecida como Pedra do Duque Fang. De acordo com testemunhos locais, seu nome foi esculpido na estela nestoriana já não existente no Templo Wangxiangtai (Wang Hsiang T'ai). O nome anterior do templo era Jingfu Yuan (Ching Fu Yuan), como em Jingjiao (Ching Chiao, ou seja, Igreja Síria Oriental na China).